# Bob Orton, Jr.
Robert Keith Orton, Jr. (10 de noviembre de 1950) es un ex luchador profesional estadounidense, más conocido como "Cowboy" Bob Orton. Orton forma parte de una numerosa familia de luchadores, entre ellos su hijo Randy Orton y su padre Bob Orton, Sr.. En el 2005, fue inducido en el Salón de la fama de la WWE por su hijo, Randy Orton.

## Carrera
Orton se inició en la lucha en 1972 en Florida y Georgia, a veces luchando con una máscara usando el nombre de "Young Mr. Wrestling" e hizo equipo con su padre, Bob Orton. Se dio a conocer a mediados de los 80 en la National Wrestling Alliance, donde hizo pareja con Don Kernodle y ganó el NWA World Tag Team Championship. Orton estuvo en un ángulo donde él y Dick Slater aceptaron 25.000 dólares del Campeón mundial de la NWA Harley Race por acabar con la carrera de Ric Flair en 1983. Orton, Slater y Race atacaron a Flair y le aplicó una spike piledriver, lesionnándolo en el cuello (Kayfabe). Flair se retiró por un tiempo pero al volver atacó a Slater y Orton con un bate de béisbol.

### National Wrestling Alliance
Después de tener experiencia y sucesos, en Florida, y regiones del medio sur, Orton compitió en la NWA en los años 1980 y 1981, usando un "ginmick" de "Cowboy" ("Vaquero"). Mientras compitió en la NWA, él ganó varios combates, y ganó reputación, como un trabajador duro, y un hombre difícil de vencer. En 1981 Orton dejó la NWA, para firmar un contrato con la World Wrestling Federation. Él volvió a la NWA de nuevo, en 1983, y capturó los títulos de tag team, pero volvió a la WWF, cuando la expansión nacional de Vince McMahon empezó en 1984.

### World Wrestling Federation
Después de su tiempo en la NWA en 1980 y 1981. Orton compitió en la WWF como heel, y usando la temida superplex como su remate final. Orton desafió a Bob Backlund por el WWF World Heavyweight Championship, pero no logró ganar. Luego tuvo un combate contra Tony Garea, antes de que volviera a la NWA, lucha que Orton ganó. Orton dejó la WWF, y se aventuró nuevamente en la NWA en 1983, donde el capturó el NWA World Tag Team Championship junto a Don Kernodle,  el equipo mantuvo los títulos por 2 meses, antes de rendirse, y perder los títulos, ante McDaniel y Mark Youngblood.
En 1984, Orton volvió a ingresar en la World Wrestling Federation como un heel. Fue llamado "Ace" Orton por Roddy Piper y fue el guardaespaldas de Piper. Su otro gimmick era que él había tenido su forearm roto en una pelea contra Jimmy Snuka en 1985, durante el evento "The War To Settle The Score" en el Madison Square Garden, necesitando llevar una escayola durante todo 1985 hasta 1986. Pero a veces usó la escayola para ganar ventaja en las peleas ilegalmente golpeando a sus oponentes y al árbitro con la escayola. 
Cowboy Bob estuvo en el main event del primer WrestleMania en el Madison Square Garden en 1985, estando en la esquina de Piper y Mr. Wonderful contra Hulk Hogan y Mr. T. Bob accidentalmente pegó a Ormdorff con la escayola y perdió la pelea. Orton también se involucró en una historia tomando lugar el 11 de mayo de 1985 en el primer Saturday Night's Main Event en la NBC contra el campeón de la WWF Hulk Hogan. Orton perdió por descalificación por la interferencia de Piper.
Orton volvió a hacer equipo con Piper en 1985, teniendo un feudo contra Orndorff y una gran variedad de compañeros, tales como Hogan, André the Giant y Bruno Sammartino. Cerca de 1986, Orton comenzó a vestir un molde como neutralizador y la WWF ordenó a ambos de apartarse del cast.
Orton fue doblado en "Boxing" Bob en 1986 después de luchar contra Mr. T en un episodio de Saturday Night's Main Event. La pelea sirvió como preparación para la pelea de Piper-Mr. T en WrestleMania 2 durante el cual Orton fue presentado como "Ace in Comedy and Funnyman" por el anunciante invitado Joan Rivers quien leyó mal la tarjeta. 
Antes de Wrestlemania 2, "Boxing" Bob tuvo un combate contra José Luis Rivera, lucha que ganó.
Piper y Orton siguieron caminos diferentes después de WrestleMania, con Piper tomando un Hiato y Orton mientras tanto se convirtió en guardia personal para el segmento de la charla del sucesor de Piper Adorable Adrian Adonis; Adonis vistió a Orton con un sombrero rosa estilo cowboy. Orton quiso volverse contra Piper cuando Piper volvió a reclamar su tiempo de segmento desde Adonis y Piper. Orton peleó en muchos encuentros por el país, claramente con Piper ganador. Durante ese tiempo, Orton forjó pareja con Don Muraco, y con el dúo manejado por Mr. Fuji. 
Ganaron varios encuentros y aparecieron en WrestleMania III, perdiendo para el Can-Am Connection. Se separaron durante el verano de 1987 en malos términos. Luego de esto, Orton dejó la WWF.

### Carrera después de la WWF
Orton regresó a la NWA en 1989, perdiendo ante Dick Murder, en 1990 Orton ingresó en la UWF Universal Wrestling Federation ganando los campeonatos de la UWF. Orton volvió al Circuito Independiente apareciendo en empresas de menor tamaño. Se retiró de la competición activa en 1999, pero siguió compitiendo en una base semi-regular. 

### World Wrestling Entertainment (Apariciones esporádicas(2005-2017)
El 3 de febrero de 2005, Bob Orton fue ingresado en el Salón de la Fama de la WWE por su hijo, Randy Orton.
En las semanas antes de WrestleMania 21, Orton estuvo en el feudo de su hijo Randy contra Undertaker. Durante un episodio de Smackdown, Orton le dijo que mostrara piedad a su hijo, pero fue una treta para que Randy le aplicara el RKO. En Wrestlemania, interfirió en la pelea de ambos y le dieron por ganada la pelea a Undertaker al descalificar a su hijo.
El 21 de agosto de 2005, en el SummerSlam, Orton en la revancha entre Randy y Taker, esta vez preparando a su hijo para que venciera al Enterrador. Orton llegó a acompañar a su hijo al ring e hizo equipo con él en No Mercy el 9 de octubre de 2005, derrotando a Undertaker en un combate con desventaja de dos a uno. Los Orton lucharon juntos una vez más el 28 de octubre con Mr. Kenedy contra Roddy Piper, Batista y Eddie Guerrero en una lucha por equipos de tres. Al final perdieron los Orton ya que Bob sucumbió al Sleeper Hold de Roddy.
El 16 de diciembre de 2005, Orton se disfrazó como uno de los druidas de Undertaker y llevó la urna de The Undertaker y se presentó en el ring como The Undertaker para confrontar a Randy. Orton permaneció al lado del ring luego de que los otros druidas lo dejaran, distrayendo The Undertaker y permitiendo a Randy de atacarlo. Orton entonces dio a Randy una urna, la cual usó para dejar a The Undertaker inconsciente.
En Armageddon 2005, Orton (que seguía teniendo la urna) acompañado de Randy, peleó en un Hell in a Cell contra Undertaker. Él interfirió muchas veces, pero Undertaker les aplicó una Tombstone Piledriver a ambos (a Cowboy Bob sobre la urna) y cubrió a Randy para ganar. Bob Orton se cortó durante el encuentro y sangró sobre ambos, Randy y The Undertaker; este resultado causó controversia cuando más tarde fue denunciado de sufrir contaminación de hepatitis.
El 13 de febrero de 2006, la WWE liberó el contrato de Orton.
El 10 de abril de 2012 tuvo una aparición en Friday Night SmackDown! Blast from the Past!, siendo atacado por Kane para que este ataque posteriormente a su hijo Randy.
El 18 de junio de 2017, durante el PPV Money In The Bank, hizo su aparición junto a otros 4 miembros del salón de la fama mientras estaba en primera fila viendo dicho evento.

## Vida personal
Orton está casado con Elaine Orton, una enfermera de Christian Hospital NE en Misuri y han tenido tres hijos: Randy, Kelly y Nathan. También tiene una nuera llamada Kim (Kessler) Orton, pareja de Randy. Ahora vive en Florissant. Él y Curt Hennig eran muy amigos.
En un episodio de WWE Confidential, admitió que se rompió el antebrazo en la pelea contra Jimmy Snuka en 1985 al tener un fallo y no se recuperó del todo hasta 1987.

## En lucha
- Movimientos finales
  - Superplex

- Movimientos de firma
  - Bionic elbow
  - Bulldog
  - Piledriver
  - Atomic Drop
  - Lou Thesz Press
  - Suplex
  - Forearm smash
  - Chop
  - Body punch

- Managers
  - Paul E. Dangerously
  - The Duke
  - Mr. Fuji
  - The Grand Wizard of Wrestling
  - Gary Hart
  - Jimmy Hart
  - Sir Oliver Humperdink
  - Adnan El Kassey
  - John Tolos

- Apodos
  - "Ace Cowboy"
  - "Boxing"
  - "Battling"
  - "Cowboy"

## Campeonatos y logros
- American Wrestling Federation

- AWF Heavyweight Championship (1 vez)

- Championship Wrestling from Florida

- NWA Florida Heavyweight Championship (1 vez)
- NWA Florida Tag Team Championship (2 times) - con Bob Orton

- Georgia Championship Wrestling

- NWA Georgia Junior Heavyweight Championship (1 vez)
- NWA Georgia Tag Team Championship (2 times) - con Tim Woods (1) y Dick Slater (1)

- International Championship Wrestling

- ICW Southeastern Heavyweight Championship (1 vez)
- ICW Southeastern Tag Team Championship (2 times) - con Bob Roop (1) and Barry Orton (1)
- ICW Television Championship (1 vez)

- Mid-Atlantic Championship Wrestling

- NWA World Tag Team Championship (Mid-Atlantic version) (1 vez) - con Don Kernodle

- Mid-South Wrestling

- Mid-South Mississippi Heavyweight Championship (1 vez)

- Midwest Powerhouse Wrestling

- MPW Heavyweight Championship (1 vez)

- Powerhouse Championship Wrestling

- PCW Heavyweight Championship (1 vez)

- Pro Wrestling Illustrated

- PWI Rookie of the Year premio en 1973
- PWI ranked him # 121 como uno de los mejores 500 luchadores en singles del "PWI Years" en 2003.

- Southeastern Championship Wrestling

- NWA Southeast Tag Team Championship (4 veces) - con Bob Roop (1), Ron Garvin (2), and Jerry Blackwell (1)

- Universal Wrestling Federation

- UWF Southern States Championship (2 veces)

- World Wrestling Entertainment

- WWE Hall of Fame en 2005

- Otros títulos

- WWS Television Championship (1 vez)

## Filmografía
- Tweak the Heat (2005/06)